# 赤川 (大阪市)
赤川（あかがわ）は、大阪府大阪市旭区にある町名。現行行政地名は赤川一丁目から赤川四丁目。

## 地理
旭区の北西部に位置し、東に生江、南に高殿、西に都島区大東町と接している。

### 河川
- 淀川

## 世帯数と人口
2019年（平成31年）3月31日現在の世帯数と人口は以下の通りである。
| 丁目       | 世帯数    | 人口    |
| ---------- | --------- | ------- |
| 赤川一丁目 | 513世帯   | 812人   |
| 赤川二丁目 | 1,355世帯 | 2,331人 |
| 赤川三丁目 | 664世帯   | 1,180人 |
| 赤川四丁目 | 1,124世帯 | 2,210人 |
| 計         | 3,656世帯 | 6,533人 |

### 人口の変遷
国勢調査による人口の推移。
| 1995年（平成7年）  | 7,893人 | [ 5 ] |  |
| 2000年（平成12年） | 7,592人 | [ 6 ] |  |
| 2005年（平成17年） | 7,169人 | [ 7 ] |  |
| 2010年（平成22年） | 6,836人 | [ 8 ] |  |
| 2015年（平成27年） | 6,624人 | [ 9 ] |  |

### 世帯数の変遷
国勢調査による世帯数の推移。
| 1995年（平成7年）  | 3,450世帯 | [ 5 ] |  |
| 2000年（平成12年） | 3,488世帯 | [ 6 ] |  |
| 2005年（平成17年） | 3,383世帯 | [ 7 ] |  |
| 2010年（平成22年） | 3,321世帯 | [ 8 ] |  |
| 2015年（平成27年） | 3,122世帯 | [ 9 ] |  |

## 学区
市立小・中学校に通う場合、学区は以下の通りとなる。なお、小学校・中学校入学時に学校選択制度を導入しており、通学区域以外に旭区の小学校・中学校から選択することも可能。
| 丁目       | 番   | 小学校             | 中学校             |
| ---------- | ---- | ------------------ | ------------------ |
| 赤川一丁目 | 全域 | 大阪市立城北小学校 | 大阪市立大宮中学校 |
| 赤川二丁目 | 全域 | 大阪市立城北小学校 | 大阪市立大宮中学校 |
| 赤川三丁目 | 全域 | 大阪市立城北小学校 | 大阪市立大宮中学校 |
| 赤川四丁目 | 全域 | 大阪市立城北小学校 | 大阪市立大宮中学校 |

## 事業所
2016年（平成28年）現在の経済センサス調査による事業所数と従業員数は以下の通りである。
| 丁目       | 事業所数  | 従業員数 |
| ---------- | --------- | -------- |
| 赤川一丁目 | 54事業所  | 1,142人  |
| 赤川二丁目 | 96事業所  | 771人    |
| 赤川三丁目 | 78事業所  | 453人    |
| 赤川四丁目 | 58事業所  | 329人    |
| 計         | 286事業所 | 2,695人  |

## 交通
- JR西日本 おおさか東線「城北公園通駅」
- 城北公園通

## 施設
- 大阪市立城北小学校
- 日吉神社
- 旭赤川郵便局
- 日本タクシー 本社
- 北港観光バス 本社
- 三井住友銀行 赤川町支店
- コノミヤ 赤川店

## その他

### 日本郵便
- 〒535-0005[3]（集配局：大阪旭郵便局[13]）